# (500597) 2012 UQ111
(500597) 2012 UQ111 es un asteroide que forma parte del cinturón interior de asteroides descubierto el 8 de octubre de 2012 por el equipo del Spacewatch desde el Observatorio Nacional de Kitt Peak, Arizona, Estados Unidos.

## Designación y nombre
Designado provisionalmente como 2012 UQ111.

## Características orbitales
2012 UQ111 está situado a una distancia media del Sol de 1,909 ua, pudiendo alejarse hasta 2,086 ua y acercarse hasta 1,732 ua. Su excentricidad es 0,092 y la inclinación orbital 20,08 grados. Emplea 964,014 días en completar una órbita alrededor del Sol.

## Características físicas
La magnitud absoluta de 2012 UQ111 es 18,5. 